# Xiayang, Xuwen
Xiayang (kinesiska: 下洋) är en köping i sydöstra Kina. Den ligger i Xuwen härad i staden Zhanjiang i provinsen Guangdong, omkring 410 kilometer sydväst om provinshuvudstaden Guangzhou. Antalet invånare är 25 892. Befolkningen består av 12 337 kvinnor och 13 555 män. Barn under 15 år utgör 22,0 %, vuxna 15-64 år 67 %, och äldre över 65 år 10,0 %.